# Мінаков Андрій Дмитрович
Мінаков Андрій Дмитрович (17 березня 2002) — російський плавець.
Призер Чемпіонату світу з водних видів спорту 2019 року.
Чемпіон Європи з водних видів спорту 2020 року.